# Тоджинска котловина
Тоджинската котловина или Тоджинска падина (на руски: Тоджинская котловина, Тоджинская впадина) е междупланинска котловина в североизточната част на Република Тува, в Русия.
Разположена е между планината Източни Саяни на север и североизток и хребета Академик Обручев на юг и югоизток, като заема голяма част от водосборните басейни на реките Хамсара и Азас (десни притоци на Голям Енисей). Простира се от запад на изток на протежение около 150 km. Надморската ѝ височина варира от 800 m на запад до 1800 m на изток. Релефът ѝ е нископланински, на места среднопланински, а на запад – хълмисто-равнинен. Отводнява се от реките Хамсара и Азас и многобройните им притоци. Има множество езера: Тоджа, Мани-Хол, Кадиш-Хол, Ноян-Хол, Ушпе-Хол, Устю-Деерлик-Хол и др. Обрасла е с гъста иглолистна тайга (лиственица, кедър, смърч, бор), а в западните ѝ ниски части са заети предимно от брезови гори и степни пасища.

## Топографска карта
- Топографска карта N-47-В; М 1:500 000[2]